# براکهم
براکهم (به انگلیسی: Brockham) یک روستا و محله مدنی در بریتانیا است که در Mole Valley واقع شده‌است. براکهم ۶٫۹ کیلومتر مربع مساحت و ۲٬۸۶۸ نفر جمعیت دارد.